# Ignacy Wołk Łaniewski
Ignacy Wołk Łaniewski herbu Korczak (zm. przed lub 24 kwietnia 1761) – marszałek Trybunału Głównego Wielkiego Księstwa Litewskiego w 1753 roku, łowczy wielki litewski w 1746 roku, pisarz wielki litewski w 1744 roku, chorąży słonimski w 1741 roku, strażnik słonimski w 1720 roku, porucznik chorągwi husarskiej kanclerza wielkiego litewskiego Czartoryskiego w 1760 roku.
Poseł litewski z województwa inflanckiego na sejm 1746 roku. Poseł na sejm 1748 roku z powiatu słonimskiego.